# ابوغوير (مقاطعة دهلران)
ابوغوير (بالفارسية: ابوغویر) هي مستوطنة تقع في قسم ابوغوير الريفي (مقاطعة دهلران) في إيران. يقدر عدد سكانها بـ 320 نسمة بحسب إحصاء 2016.غالبية السكان هم من قبيلة كنانة الجلالات احد أقدم وأكبر القبائل العربية العريقة  